# Bother
A Bother a Stone Sour visszatérését jelző kislemez. A Pókember című film zenéjében tűnt fel először, kiadása után a Billboard 200 4. helyére ugrott, ezzel is jelezve a dal népszerűségét. A Bother mellett szerepel a kislemezen két, az első albumról lemaradt szám is.

## Számcímek
1. Bother
2. Rules of Evidence
3. The Wicked